# Brigitte Buscail-Lipsky
Brigitte Buscail-Lipsky est une artiste-peintre franco-allemande née le 6 août 1939 à Kolberg (Province de Poméranie) et décédée le 19 octobre 2023 à Boulogne-Billancourt.

## Prix et distinctions
- 1980 : Salon International des Beaux-Arts / Prix Louis Dumoulin[3]
- 1981 : Salon des artistes français / Mention honorable[4]
- 1982 : Salon International des Beaux-Arts / Prix Odilon–Lesur–Adrian[5]
- 1982 : Salon des artistes français / Sociétaire des Artistes français[1]
- 2001 : Arts-Sciences-Lettres / Médaille Vermeil[6]

## Expositions et collections

### Expositions personnelles (liste partielle)
- 1978, 1982, 1983, 1984, 1985, 1987 - Musée Léon-Dierx, Saint-Denis, La Réunion[7],[8],[9],[10]
- 1984 - Maison de la Réunion, Paris[11]
- 1986 - Galerie Hérouet, Paris[3]
- 1989 - Galerie Katia Granoff, Paris[5]
- 1991 - Palais des Rois de Majorque, Perpignan[12]
- 1995 - Château Royal de Collioure, Collioure[13]
- 2000 - Hôtel Marcel-Dassault, Paris[14]

### Expositions collectives (liste partielle)
- 1979 - Salon de Septembre - Akademia Raymond Duncan, Paris[15]
- 1980, 1981, 1982, 1983, 1984 - Salon International des Beaux-Arts (S.I.B.A.), Paris[16]
- 1981, 1982, 1983, 1984 - Salon des Artistes Français, Paris[16]
- 2012 - Salon d’Automne, Paris[17]

### Œuvres dans les collections publiques
- Conseil général de la Réunion[18]
  - Psychadelia, 1984
  - Dans la Canne, 1990
- Banque Sofider, La Réunion[19]
  - Marmailles, 1990
- Conseil général des Pyrénées-Orientales[20]
  - Procession de la Sanch, 1991
  - Paysage catalan, 1995